# Aralo-Kaspische Niederung

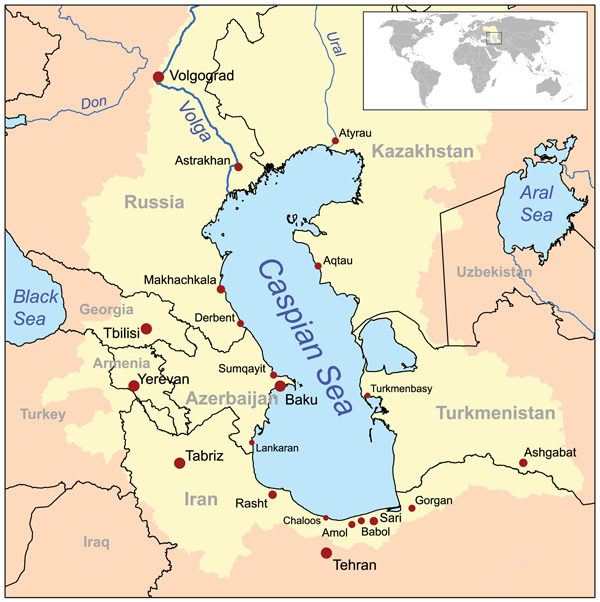
Karte des Gebiets zwischen Kaspischem Meer und Aralsee, gelb schattiert das Einzugsgebiet des Kaspischen Meers.

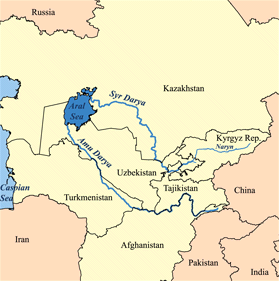
Das Gebiet des Aralsees in südöstlicher Richtung mit Amudarja (Oxos) und Syrdarja

Die Aralo-Kaspische Niederung ist eine weitläufige Depression in Aserbaidschan, Kasachstan, Iran, Russland, Turkmenistan und Usbekistan.

## Bezeichnung
Es sind diverse alternative Bezeichnungen in Gebrauch, die jeweils aus einer Kombination der Bestandteile Aral-/Aralo-/Aralisch, Kaspi-/Kaspo-/Kaspisch und Bassin/Becken/Bodensenkung/Depression/Einsenkung/Erdsenke/Senke/Niederung/Tiefebene/Tiefland/Vertiefung bestehen, etwa „Aral-Kaspi-Senke“.

## Geographie
Die Aralo-Kaspische Niederung besteht aus der großen Kaspischen Senke, in der zum Beispiel das große Kaspische Meer und die daran angrenzenden Sumpfgebiete liegen, und aus dem Tiefland um die Reste des Aralsees. Zwischen diesen Seen befindet sich in Turkmenistan und Usbekistan in der Sarykamysch-Senke ein weiterer See, in Kasachstan und Usbekistan das Ustjurt-Plateau (bis 370 m) und in Kasachstan das Mangyshlak-Plateau (bis 555 m). Am Südrand der Niederung erhebt sich in Turkmenistan der Große Balkan (bis 1880 m).

## Niederung
Aufgrund der zuvor genannten plateauartigen Landrücken, die sich zwischen den beiden Seen befinden, ist das Gebiet der Aralo-Kaspischen Niederung nicht vollständig eine Depression, also ein unter dem Meeresspiegel liegendes Gebiet, sondern nur als geschichtlicher bzw. umgangssprachlicher Ausdruck für den gesamten niedrig liegenden Großraum zu verstehen.
Allerdings befinden sich in den Tälern zwischen den zuvor genannten Plateaus einige Landesstellen, die nach wie vor teils deutlich unter dem Meeresspiegel liegen: Westlich des Ustyurt-Plateaus liegt eine 70 m tiefe Stelle, südwestlich bzw. südlich des Aralsees fällt das Gelände an zwei verschiedenen Stellen auf 45 m bzw. 80 m unter dem Meer ab. Die tiefste Stelle befindet sich in der bereits genannten Kaspischen Senke. Sie liegt auf der in das Kaspische Meer hinein ragenden Mangghystau-Halbinsel südöstlich von Aqtau, wo sich das Gelände in der Karagije-Senke 132 m unter der 0-Meter-Höhenlinie befindet.

## Geschichte
Zum und kurz nach dem Ende der Eiszeiten – als die riesigen Eismassen der Gletscher abtauten – bildete die Aralo-Kaspische Niederung mit dem Kaspischen Meer, dem Aralsee und weiteren kleineren Seen ein großes Meer, das über die Manytschniederung mit dem Asowschen und dem Schwarzen Meer verbunden war. Aus diesem Meer ragten einige Inseln und Eilande heraus – zum Beispiel am Ustjurt- und Mangyshlak-Plateau sowie am Großen Balkan. Erst als der aus den verschwindenden Eismassen der Gletscher resultierende Wasserzustrom zurückging und die Manytschniederung mit Sedimenten aufgefüllt wurde, verlor die Aralo-Kaspische Niederung die Anbindung an das Schwarze Meer. In der Folgezeit sank der Wasserspiegel wegen der zunehmenden Erwärmung bzw. Verdunstung weiter ab, so dass das Kaspische Meer und der Aralsee als einzelne Seen zurückblieben. Auch die meisten Täler zwischen den ehemaligen, zuvor erwähnten Inseln und Eilanden wurden mit Sedimenten aufgefüllt.
Eine Verbindung des Schwarzen Meeres mit dem Mittelmeer und damit mit dem Weltmeer entstand laut kanadischen Forschern erst vor zehn- bis zwölftausend Jahren.